# Víctor Raúl Haya de la Torre
Víctor Raúl Haya de la Torre (Trujillo, 22 de fevereiro de 1895 - Lima, 2 de agosto de 1979) foi um político e intelectual peruano. Fundador da Aliança Popular Revolucionária Americana e líder histórico da APRA, a política mais longa e consistente orgânica no Peru. É reconhecido como um dos mais importantes ideólogos políticos da América Latina e uma figura chave, juntamente com José Carlos Mariátegui, para a formação de partidos políticos de massa no Peru.

## Trabalhos publicados
Haya de la Torre foi autora de várias obras sobre a ideologia aprista, assuntos peruanos e latino-americanos. A maioria deles pode ser encontrada na Biblioteca Nacional do Peru. Seus trabalhos publicados incluem o seguinte:
- 1923 - Dos cartas de Haya de la Torre
- 1927 - Por la emancipación de América Latina
- 1928 - El anti-imperialismo y el APRA
- 1930 - Ideario y acción aprista
- 1931 - Teoría y táctica del aprismo
- 1932 - Impresiones de la Inglaterra imperialista y la Rusia soviética
- 1932 - El plan del aprismo
- 1932 - Construyendo el aprismo
- 1933 - Política aprista
- 1935 - ¿A dónde va Indoamérica?
- 1936 - Ex-combatientes y desocupados
- 1940 - La verdad del aprismo
- 1942 - La defensa continental
- 1946 - Cartas a los prisioneros apristas
- 1946 - ¿Y después de la guerra, qué?
- 1948 - Espacio-tiempo-histórico
- 1956 - Treinta años de aprismo
- 1956 - Mensaje de la Europa nórdica
- 1957 - Toynbee frente a los problemas de la Historia